# 17 лет Октября
17 лет Октября́ (адыг. Октябрэм ия 17 илъэс) — хутор в Майкопский муниципальном районе Республики Адыгея России. Входит в состав Кировского сельского поселения.

## Население
| 2002 | 2010 | 2013 | 2014 | 2015 | 2016 | 2017 |
| ---- | ---- | ---- | ---- | ---- | ---- | ---- |
| 153  | ↗174 | ↗191 | →191 | ↗198 | ↘193 | ↘182 |
| 2018 | 2019 | 2020 | 2021 | 2023 | 2024 |      |
| ↗191 | ↘190 | ↗196 | ↘181 | ↗184 | ↗196 |      |

По данным Всероссийской переписи населения 2021 года:
| Народ               | Численность, чел. | Доля от всего населения, % |
| ------------------- | ----------------- | -------------------------- |
| армяне              | 77                | 42,55 %                    |
| русские             | 42                | 23,20 %                    |
| другие / не указано | 62                | 34,25 %                    |
| всего               | 181               | 100,0 %                    |

## Улицы
На хуторе имеется одна улица — Прямая.